# Samuel Point
Samuel Point (bułg. Nos Samuil \'nos sa-mu-'il\ - Przylądek Samuela) znajduje się na brzegu Cieśniny Bransfielda, tworząc południową bramę wejścia do zatoki Brunow Bay na Wyspie Livingstona (Antarktyka).  Przylądek zwieńczony jest szczytem Needle Peak o wysokości 370 m n.p.m., stanowiącym odgałęzienie Friesland Ridge.
Przylądek otrzymał nazwę na cześć Samuela Komitopula, cara Bułgarii w latach 997-1014 n.e.

## Położenie
Przylądek znajduje się na 62°43′38″S 60°09′07″W/-62,727222 -60,151944: 9.3 km  na północny wschód od przylądka Botev Point i 5,6 km na południowy zachód od Aytos Point.